# Thyréostimuline
Ne doit pas être confondu avec Thiotimoline.
La thyréostimuline, thyrostimuline ou encore thyréotrophine, siglé TSH (de l'anglais : thyroid-stimulating hormone), est une hormone qui est sécrétée par l'antéhypophyse (aussi appelé adénohypophyse). Son rôle est de stimuler la thyroïde dans sa fonction de sécrétion d'hormones thyroïdiennes (T3 et T4).

## Thyréostimuline chez l’être humain

### Structure
C'est une glycoprotéine de 28 kDa formée d'une sous-unité alpha de 96 acides aminés et d'une sous-unité bêta de 110 acides aminés. La sous-unité alpha est non spécifique à la TSH, elle est en effet la même que pour l'hormone folliculo-stimulante (FSH), l'hormone lutéinisante (LH) et l'hormone gonadotrophine chorionique (HCG), tandis que la sous-unité bêta est spécifique de la TSH.

### Sécrétion
La sécrétion de la TSH est régulée par des mécanismes complexes où dominent l'action de l'hormone thyréotrope hypothalamique (Thyreotropin Releasing Hormone ou  TRH) qui stimule la synthèse et la sécrétion, les hormones thyroïdiennes qui agissent par le biais d'une rétroaction négative.
D'autre part, la sécrétion de la TSH est modulée négativement par les corticostéroïdes. La sécrétion basale et la réponse de TSH sous TRH est diminuée en présence de dopamine et somatostatine et augmentée en présence d'œstrogènes.

### Action
L'action principale de la TSH se situe au niveau de la glande thyroïde où elle facilite toutes les étapes conduisant à la sécrétion des hormones thyroïdiennes ainsi que la croissance et le développement de la glande.
Il existe en outre des récepteurs à la TSH sur les fibroblastes de la peau, du cœur et des muscles oculomoteurs.
Durant la grossesse, l'hormone gonadotrophine chorionique (HCG) a une action similaire à celle de la TSH directe sur la glande thyroïde.

## Thyréostimuline chez les vertébrés
Grâce au séquençage du génome du coq Bankiva, dernier ancêtre sauvage des poules domestiques, on a trouvé une mutation du récepteur de l'hormone thyréostimuline. Cette mutation a libéré la poule de sa dépendance (pour la reproduction et la ponte) à la durée du cycle jour-nuit. Cette mutation semble dater de plusieurs milliers d'années et elle a permis aux poules domestiques de pondre presque toute l'année, ou toute l'année quand on les éclaire artificiellement.

## Dosage en médecine
La valeur normale de la concentration plasmatique en TSH est comprise, chez l'adulte, entre 0,4/0,5 et 2,5 à 4,4 mUI/litre. En effet, la borne supérieure de la normalité n'est pas consensuelle selon les études .
Un taux élevé est révélateur d'une sous-production de triiodothyronine (T3) et de thyroxine (T4) par la thyroïde. L'antéhypophyse produit alors plus de TSH afin de sur-stimuler la thyroïde. Une TSH élevée est généralement un signe annonciateur d'une hypothyroïdie qui peut ensuite être confirmée par le dosage de la T3 et de la T4 qui sont bas.
Au contraire, un taux effondré est annonciateur d'une hyperthyroïdie.
Dans de rares cas, un taux bas, d'origine hypophysaire ou hypothalamique, entraîne une hypothyroïdie.
Selon une étude menée sur la population américaine, le taux normal est plus bas chez les personnes noires non-hispaniques (1,18 mUI/litre) que chez les personnes blanches non-hispaniques (1,57 mUI/litre). Son taux est également diminué (légèrement) chez le fumeur et chez la femme enceinte. De même, toute maladie grave peut faire baisser transitoirement la TSH sans qu'il y ait dysthyroïdie.